# Saffet Arıkan

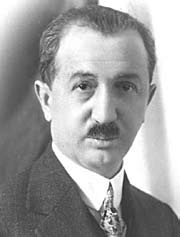
Saffet Arıkan (1920er-Jahre)

Saffet Arıkan (* 1888 in Erzincan; † 26. November 1947 in Istanbul) war ein türkischer Politiker und Diplomat.

## Leben
Arıkan schloss 1910 die Militärakademie ab. Nach einem kurzen Aufenthalt im Jemen arbeitete er im militärischen Hauptquartier in Istanbul. Im Jahr 1915 kämpfte er in der Schlacht von Gallipoli. Anschließend diente er in Bagdad und Baku. Nach dem Ersten Weltkrieg schloss sich Arıkan der türkischen Nationalbewegung um Mustafa Kemal Atatürk im Türkischen Befreiungskrieg an. Danach war er kurz Militärattaché der neu gegründeten Türkei in Moskau.
Am 8. August 1923 wurde er Abgeordneter in der Großen Nationalversammlung der Türkei und in den folgenden Legislaturperioden erneut gewählt. Zwischen 1925 und 1931 war er außerdem Generalsekretär von Atatürks Cumhuriyet Ḫalk Fırkası. In der achten, neunten und zehnten Regierung der Türkei war er Bildungsminister und in der zwölften Regierung Verteidigungsminister. Zwischen 1942 und 1944 war er türkischer Botschafter in Deutschland.
Arıkan gehört zu den Pionieren der Dorfinstitute (türkisch: Köy Enstitüleri) zur Ausbildung von Lehrern. Diese wurden zwar von dem späteren Bildungsminister Hasan Ali Yücel ersonnen, doch deren Vorläufer, die „Dorftrainer“  (türkisch: Köy Eğitmeni), wurden 1936 in seiner Amtszeit in die Dörfer geschickt.
Saffet Arıkan war von 1935 bis 1938 Präsident des einflussreichen „Instituts für die türkische Sprache“ (Türk Dil Kurumu).
Arıkan starb am 26. November 1947 in Istanbul.